# Benson Henderson
Benson Henderson (Colorado Springs, 16 novembre 1983) è un lottatore di arti marziali miste statunitense.
Combatte nella divisione dei pesi welter per la promozione Bellator MMA. In passato ha combattuto anche in UFC nella quale è stato campione dei pesi leggeri tra il 2012 ed il 2013 con tre difese del titolo fino alla sconfitta patita contro Anthony Pettis.
In precedenza è stato anche campione dei pesi leggeri WEC nel 2010, ed anche in quel caso venne privato della cintura dall'eterno rivale Anthony Pettis.
Henderson è conosciuto per il suo stile aggressivo e per la sua abilità di uscire da impegnative sottomissioni.
Di origini afroamericane e sudcoreane, dai primi anni 2010 ha iniziato ad allenarsi anche nella Korea Top Team di Seul assieme ad atleti del calibro di Jung Chan-Sung, Kim Dong-Hyun e Yang Dongi.
Nel submission grappling ha preso parte al prestigioso torneo ADCC Submission Wrestling World Championship nel 2013 nella categoria fino ai 77 kg, venendo eliminato nei quarti di finale da Otavio Souza.

## Carriera nelle arti marziali miste

### Inizi
Henderson mise insieme un record di 2-1 da dilettante prima di passare professionista nel 2006, vincendo il suo primo match contro Dan Gregary.
La prima sconfitta arrivò al terzo combattimento contro Rocky Johnson per sottomissione. Questa sconfitta fu però solo un incidente di percorso e Ben vinse i quattro incontri successivi, prima del match con l'avversario più duro, il veterano dell'UFC Diego Saraiva: Ben dominò i primi tre round vincendo per decisione unanime e compilando la sua settima vittoria da professionista.

### World Extreme Cagefighting
Tre mesi dopo, Henderson fece il suo debutto nella World Extreme Cagefighting contro Anthony Njokuani: Ben lo sconfisse con uno strangolamento a ghigliottina all'inizio del secondo round.
Nel secondo match nella WEC contro il top contender Shane Roller a WEC 40: Torres vs. Mizugaki mandò al tappeto l'avversario.
In seguito venne data ad Henderson un'opportunità per il titolo ad interim dei pesi leggeri contro Donald Cerrone, quando il campione dei pesi leggeri Jamie Varner non fu in grado di difendere il titolo a causa di un infortunio; questo combattimento fu il main event di WEC 43: Cerrone vs. Henderson che si tenne in Texas: Ben vinse un eccitante e incerto combattimento per decisione unanime; sia Henderson che Cerrone furono premiati con 20.000$ per il Fight of the night, e lo scontro vinse anche il premio di match dell'anno 2009 di tutte le MMA da Sherdog.com.
Dopo quel match, Henderson sconfisse Jamie Varner unificando il tuo titolo ad interim con quello ufficiale a WEC 46: Varner vs. Henderson il 10 gennaio 2010 e divenne quindi campione indiscusso. Dopo essere stato dominato nella lotta libera e nello striking nei primi due round, Henderson venne fuori e intrappolò Warner in una ghigliottina in piedi, finendo il combattimento al minuto 2:41 del terzo round.
Henderson tenne la sua prima difesa del titolo in rematch con Donald Cerrone il 24 aprile 2010 aWEC 48: Aldo vs. Faber, superando Cerrone con un'altra ghigliottina, questa volta nel primo round.
La perdita del titolo e la seconda sconfitta in carriera arrivarono il 16 dicembre 2010 contro Anthony Pettis a WEC 53: Henderson vs. Pettis: Ben perse per decisione unanime ma venne comunque premiato per il Fight of the Night.

### Ultimate Fighting Championship
Nell'ottobre 2010 la World Extreme Cagefighting venne fusa con l'Ultimate Fighting Championship; come parte dell'accordo, tutti fighter della WEC vennero trasferiti in UFC.
Henderson fece il suo debutto a UFC 129 il 30 aprile 2011, sconfiggendo Mark Bocek per decisione unanime.
Henderson in seguito affrontò Jim Miller il 14 agosto 2011 a UFC Live: Hardy vs. Lytle: Henderson dominò Miller nel combattimento in piedi tramite un violento jab, grandi transizioni ed un feroce ground and pound interrompendo la striscia di sette vittorie consecutive di Miller, la terza più lunga dell'UFC all'epoca; la vittoria giunse per decisione unanime (30-27, 29-28, 30-26).
Henderson combatté contro Clay Guida il 12 novembre 2011 a UFC on Fox: Velasquez vs. Dos Santos per un posto come contendente al titolo dei pesi leggeri UFC che dal 2010 era saldamente nelle mani di Frankie Edgar: in uno dei combattimenti più intensi dell'anno, Ben vinse per decisione unanime conquistando anche il premio Fight of the Night.
La sfida per il titolo contro il campione in carica Frankie Edgar si svolse il 26 febbraio 2012 a Saitama, in Giappone: Henderson controllò l'incontro e mise a segno colpi importanti, come un calcio da terra nel secondo round, e al termine del match vinse per decisione unanime con i punteggi 49–46, 48–47, 49–46: divenne quindi il nuovo campione dei pesi leggeri UFC.
Nell'agosto dello stesso anno Henderson concesse una rivincita ad Edgar, vincendo anche quell'incontro ai punti, questa volta con un margine ancor più piccolo.
Nel dicembre 2012 difese la cintura con successo per la seconda volta nella sfida contro Nate Diaz, sfida dominata senza storie dall'inizio alla fine grazie alla sua ottima lotta libera, alla sua difesa dalle sottomissioni e ai suoi calci bassi.
Nell'aprile 2013 la spuntò anche contro il campione Strikeforce Gilbert Melendez, contendente numero 1 nei ranking ufficiali UFC, ottenendo una vittoria non unanime con i punteggi di 47-48, 48-47 e 48-47.
In agosto avrebbe dovuto affrontare la rivelazione canadese TJ Grant, ma quest'ultimo subì un acciacco e venne rimpiazzato con la nemesi di Henderson Anthony Pettis, il quale a quel punto aveva anche il vantaggio di lottare a Milwaukee di fronte ai propri concittadini, mentre per "Bendo" era l'occasione del riscatto personale: Pettis si riconfermò l'incubo di Henderson, in quanto prima indebolì il campione con dei calci al fegato e successivamente dalla propria guardia sottomise l'avversario con una leva al braccio, causando così a "Bendo" la seconda sconfitta nelle proprie sfide personali e per la seconda volta anche la perdita della cintura di campione, in questo caso quella UFC.
Lo stesso anno prese parte al prestigioso torneo di submission grappling ADCC Submission Wrestling World Championship che si tenne in Cina: nel torneo fino ai 77 kg di limite di peso Henderson riuscì a superare il primo turno sconfiggendo il brasiliano Leonardo Nogueira, ma nei quarti di finale si arrese all'altro sudamericano Otavio Souza.
Nel gennaio 2014 sfida l'ex campione Strikeforce e numero 4 dei ranking Josh Thomson ottenendo una dubbia e discussa vittoria per decisione non unanime dei giudici di gara.
In giugno sottomette durante il quarto round il contendente numero 11 della divisione Rustam Khabilov.
In agosto per la prima volta in carriera Ben Henderson venne sconfitto per KO, in questo caso ad opera di Rafael dos Anjos.
Nel gennaio del 2015 avrebbe dovuto affrontare l'ex campione Bellator Eddie Alvarez, ma quest'ultimo s'infortunò a sole due settimane dall'incontro e venne sostituito da Donald Cerrone, contro il quale Ben vantava già due vittorie ai tempi della WEC: questa volta fu Cerrone a vincere con il punteggio di 29-28 da parte di tutti e tre i giudici di gara, verdetto che fece comunque molto discutere.

#### Passaggio ai Pesi Welter
Lo stesso mese prese la decisione di salire nei pesi welter per affrontare in febbraio Brandon Thatch, sostituendo l'indisponibile Stephen Thompson: in un combattuto incontro Ben riuscì a spuntarla con una sottomissione durante la quarta ripresa, ed entrambi gli atleti ottennero il premio Fight of the Night.
A luglio avrebbe dovuto affrontare Michael Johnson nell'evento finale della ventunesima stagione del reality The Ultimate Fighter. Tuttavia, il match venne posticipato per un evento futuro mentre Henderson annunciò il suo ritorno nei pesi welter verso novembre del 2015 e anche la possibilità di prendere parte all'evento inaugurale della UFC a Seul.
A novembre avrebbe dovuto affrontare Thiago Alves, al primo evento organizzato dalla UFC a Seul. Tuttavia, il 14 novembre, Alves venne rimosso dall'incontro per aver subito la rottura di una costola e sostituito da Jorge Masvidal. Henderson vinse il match per decisione non unanime, dopo 5 round molto combattuti.

#### Bellator MMA
Il 1º febbraio del 2016, viene annunciata la sua firma per la promozione Bellator MMA.
il 22 aprile 2016 affronta Andrey Koreshkov per il titolo dei Pesi Welter Bellator, perdendo per decisione unanime; se avesse vinto sarebbe stato il primo a vincere un titolo in UFC, in WEC e in Bellator.

## Risultati nelle arti marziali miste
| Risultato | Record | Avversario       | Metodo                              | Evento                                   | Data              | Round | Tempo | Città                    | Note                                                        |
| --------- | ------ | ---------------- | ----------------------------------- | ---------------------------------------- | ----------------- | ----- | ----- | ------------------------ | ----------------------------------------------------------- |
| Sconfitta | 28-10  | Jason Jackson    | Decisione (unanime)                 | Bellator 253                             | 19 novembre 2020  | 3     | 5:00  | Uncasville, Stati Uniti  | Incontro di pesi welter                                     |
| Sconfitta | 28-9   | Michael Chandler | KO (pugni)                          | Bellator 243                             | 7 agosto 2020     | 1     | 2:09  | Uncasville, Stati Uniti  |                                                             |
| Vittoria  | 28-8   | Myles Jury       | Decisione (unanime)                 | Bellator 227                             | 27 settembre 2019 | 3     | 5:00  | Dublino, Irlanda         |                                                             |
| Vittoria  | 27-8   | Adam Piccolotti  | Decisione (non unanime)             | Bellator 220                             | 27 aprile 2019    | 3     | 5:00  | San Jose, Stati Uniti    |                                                             |
| Vittoria  | 26-8   | Saad Awad        | Decisione (unanime)                 | Bellator 208                             | 13 ottobre 2018   | 3     | 5:00  | Uniondale, Stati Uniti   |                                                             |
| Vittoria  | 25-8   | Roger Huerta     | Sottomissione (guillotine choke)    | Bellator 196                             | 6 aprile 2018     | 2     | 0:49  | Budapest, Ungheria       |                                                             |
| Sconfitta | 24-8   | Patricky Freire  | Decisione (non unanime)             | Bellator 183                             | 23 settembre 2017 | 3     | 5:00  | San Jose, Stati Uniti    |                                                             |
| Sconfitta | 24-7   | Michael Chandler | Decisione (non unanime)             | Bellator 165                             | 19 novembre 2016  | 3     | 5:00  | San Jose, Stati Uniti    | Per il titolo pesi leggeri Bellator                         |
| Vittoria  | 24-6   | Patrício Freire  | KO tecnico (infortunio alla gamba)  | Bellator 160                             | 26 agosto 2016    | 2     | 2:26  | Anaheim, Stati Uniti     | Ritorno nei pesi leggeri                                    |
| Sconfitta | 23-6   | Andrey Koreshkov | Decisione (unanime)                 | Bellator CLIII                           | 22 aprile 2016    | 5     | 5:00  | Uncasville, Stati Uniti  | Per il titolo dei Pesi Welter Bellator, debutto in Bellator |
| Vittoria  | 23-5   | Jorge Masvidal   | Decisione (non unanime)             | UFC Fight Night: Henderson vs. Masvidal  | 28 novembre 2015  | 5     | 5:00  | Seul, Corea del Sud      |                                                             |
| Vittoria  | 22-5   | Brandon Thatch   | Sottomissione (rear naked choke)    | UFC Fight Night: Henderson vs. Thatch    | 14 febbraio 2015  | 4     | 3:58  | Broomfield, Stati Uniti  | Passa ai Pesi Welter                                        |
| Sconfitta | 21-5   | Donald Cerrone   | Decisione (unanime)                 | UFC Fight Night: McGregor vs. Siver      | 18 gennaio 2015   | 3     | 5:00  | Boston, Stati Uniti      |                                                             |
| Sconfitta | 21-4   | Rafael dos Anjos | KO (pugni)                          | UFC Fight Night: Henderson vs. dos Anjos | 23 agosto 2014    | 1     | 2:31  | Tulsa, Stati Uniti       |                                                             |
| Vittoria  | 21-3   | Rustam Khabilov  | Sottomissione (rear naked choke)    | UFC Fight Night: Henderson vs. Khabilov  | 7 giugno 2014     | 4     | 1:16  | Albuquerque, Stati Uniti |                                                             |
| Vittoria  | 20-3   | Josh Thomson     | Decisione (non unanime)             | UFC on Fox: Henderson vs. Thomson        | 25 gennaio 2014   | 5     | 5:00  | Chicago, Stati Uniti     |                                                             |
| Sconfitta | 19-3   | Anthony Pettis   | Sottomissione (armbar)              | UFC 164: Henderson vs. Pettis            | 31 agosto 2013    | 1     | 4:41  | Milwaukee, Stati Uniti   | Perde il titolo dei Pesi Leggeri UFC                        |
| Vittoria  | 19-2   | Gilbert Melendez | Decisione (non unanime)             | UFC on Fox: Henderson vs. Melendez       | 20 aprile 2013    | 5     | 5:00  | San Jose, Stati Uniti    | Difende il titolo dei Pesi Leggeri UFC                      |
| Vittoria  | 18-2   | Nate Diaz        | Decisione (unanime)                 | UFC on Fox: Henderson vs. Diaz           | 8 dicembre 2012   | 5     | 5:00  | Seattle, Stati Uniti     | Difende il titolo dei Pesi Leggeri UFC                      |
| Vittoria  | 17-2   | Frankie Edgar    | Decisione (non unanime)             | UFC 150: Henderson vs. Edgar II          | 11 agosto 2012    | 5     | 5:00  | Denver, Stati Uniti      | Difende il titolo dei Pesi Leggeri UFC                      |
| Vittoria  | 16-2   | Frankie Edgar    | Decisione (unanime)                 | UFC 144: Edgar vs. Henderson             | 26 febbraio 2012  | 5     | 5:00  | Saitama, Giappone        | Vince il titolo dei Pesi Leggeri UFC                        |
| Vittoria  | 15–2   | Clay Guida       | Decisione (unanime)                 | UFC on Fox: Velasquez vs. Dos Santos     | 12 novembre 2011  | 3     | 5:00  | Anaheim, USA             | Eliminatoria per il titolo dei Pesi Leggeri UFC             |
| Vittoria  | 14–2   | Jim Miller       | Decisione (unanime)                 | UFC Live: Hardy vs. Lytle                | 14 agosto 2011    | 3     | 5:00  | Milwaukee, USA           |                                                             |
| Vittoria  | 13–2   | Mark Bocek       | Decisione (unanime)                 | UFC 129: St-Pierre vs. Shields           | 30 aprile 2011    | 3     | 5:00  | Toronto, Canada          | Debutto in UFC                                              |
| Sconfitta | 12–2   | Anthony Pettis   | Decisione (unanime)                 | WEC 53: Henderson vs. Pettis             | 16 dicembre 2010  | 5     | 5:00  | Glendale, USA            | Perde il titolo dei Pesi Leggeri WEC                        |
| Vittoria  | 12–1   | Donald Cerrone   | Sottomissione (ghigliottina)        | WEC 48: Aldo vs. Faber                   | 24 aprile 2010    | 1     | 1:57  | Sacramento, USA          | Difende il titolo dei Pesi Leggeri WEC                      |
| Vittoria  | 11–1   | Jamie Varner     | Sottomissione (ghigliottina)        | WEC 46: Varner vs. Henderson             | 10 gennaio 2010   | 3     | 2:41  | Sacramento, USA          | Vince il titolo dei Pesi Leggeri WEC, campione indiscusso   |
| Vittoria  | 10–1   | Donald Cerrone   | Decisione (unanime)                 | WEC 43: Cerrone vs. Henderson            | 10 ottobre 2009   | 5     | 5:00  | San Antonio, USA         | Vince il titolo dei Pesi Leggeri WEC ad Interim             |
| Vittoria  | 9–1    | Shane Roller     | KO Tecnico (pugni)                  | WEC 40: Torres vs. Mizugaki              | 5 aprile 2009     | 1     | 1:41  | Chicago, USA             |                                                             |
| Vittoria  | 8–1    | Anthony Njokuani | Sottomissione (ghigliottina)        | WEC 38: Varner vs. Cerrone               | 25 gennaio 2009   | 2     | 0:42  | San Diego, USA           | Debutto in WEC                                              |
| Vittoria  | 7–1    | Diego Saraiva    | Decisione (unanime)                 | Evolution MMA                            | 4 ottobre 2008    | 3     | 5:00  | Phoenix, USA             |                                                             |
| Vittoria  | 6–1    | Ricardo Tirloni  | Sottomissione (ghigliottina)        | MFC 17: Hostile Takeover                 | 25 luglio 2008    | 2     | 3:49  | Edmonton, Canada         |                                                             |
| Vittoria  | 5–1    | Mike Maestas     | Sottomissione (rear naked choke)    | MFC 16: Anger Management                 | 9 maggio 2008     | 3     | 4:11  | Edmonton, Canada         |                                                             |
| Vittoria  | 4–1    | Bryan Corley     | Sottomissione (rear naked choke)    | VFC 21: Infamous                         | 7 dicembre 2007   | 1     | 2:36  | Council Bluffs, USA      |                                                             |
| Vittoria  | 3–1    | David Dagloria   | KO Tecnico (Sottomissione ai pugni) | UCE: Round 26: Episode 12                | 23 giugno 2007    | 1     | 1:45  | Ogden, USA               |                                                             |
| Sconfitta | 2–1    | Rocky Johnson    | Sottomissione (anaconda choke)      | Battlequest 5: Avalanche                 | 31 marzo 2007     | 1     | 0:46  | Vail, USA                | Incontro di Pesi Welter                                     |
| Vittoria  | 2–0    | Allen Williams   | KO Tecnico (pugni)                  | VFC 18: Hitmen                           | 16 febbraio 2007  | 1     | 1:37  | Council Bluffs, USA      |                                                             |
| Vittoria  | 1–0    | Dan Gregary      | KO Tecnico (Sottomissione ai pugni) | MCF: Genesis                             | 18 novembre 2006  | 1     | 4:21  | North Platte, USA        |                                                             |